# Moritz Diehl
Moritz Mathias Diehl (* 1971 in Hamburg) ist ein deutscher Ingenieurwissenschaftler und Hochschullehrer an der Albert-Ludwigs-Universität Freiburg.

## Leben
Diehl studierte nach dem Abitur am Gymnasium Lerchenfeld von 1993 bis 1999 Mathematik und Physik an den Universitäten Heidelberg und Cambridge. Nach seinem Physikdiplom wurde er 2001 in Heidelberg am Interdisciplinary Center for Scientific Computing promoviert. Anschließend arbeitete er dort bis 2006 als Forschungsassistent. Von 2006 bis 2013 war Diehl Professor für Elektrotechnik an der Universität Löwen. 2013 wechselte er an die Universität Freiburg auf den Lehrstuhl für Systemtheorie, Regelungstechnik und Optimierung am Institut für Mikrosystemtechnik, den er seitdem innehat.

## Forschung
Diehls Forschungsschwerpunkte liegen vor allem in der Optimierung, der Regelungstechnik und der Steuerungstechnik. Ein praktischer Schwerpunkt liegt bei den Systemen von erneuerbaren Energien.

## Schriften (Auswahl)
- Real-time optimization for large scale nonlinear processes. VDI-Verlag, Göttingen 2002, ISBN 978-3-18-392008-2 (englisch, Dissertation).

- mit Jakob Björnberg: Robust dynamic programming for linearly constrained polytopic systems with piecewise linear cost. IWR, Heidelberg 2003 (englisch).